# Saulchoy
Saulchoy là một xã ở tỉnh Pas-de-Calais, vùng Hauts-de-France, Pháp.

## Địa lý
Saulchoy có cự ly 8 dặm Anh (12 km) về phía đông nam Montreuil-sur-Mer tại giao lộ của các tuyến đường D137E1 và D119, hai bên bờ sông Authie, ranh giới với tỉnh Somme.

## Dân số
| 1962                                                         | 1968 | 1975 | 1982 | 1990 | 1999 | 2006 |
| ------------------------------------------------------------ | ---- | ---- | ---- | ---- | ---- | ---- |
| 250                                                          | 262  | 220  | 233  | 260  | 292  | 353  |
| Số liệu điều tra dân số từ năm 1962: Dân số không tính trùng |      |      |      |      |      |      |

## Địa điểm nổi bật
- Nhà thờ St. Martin, thế kỷ 15